# Номальйо
Номальйо (італ. Nomaglio, п'єм. Nomaj) — муніципалітет в Італії, у регіоні П'ємонт,  метрополійне місто Турин.
Номальйо розташоване на відстані близько 550 км на північний захід від Рима, 55 км на північ від Турина.
Населення — 296 осіб (2014).
Щорічний фестиваль відбувається 24 серпня. Покровитель — святий Варфоломій.

## Демографія
Населення за роками:

Станом на 1 січня 2023 року в муніципалітеті офіційно проживало 12 іноземців з 4 країн, серед них 11 громадян країн Євросоюзу та 1 громадянин України.

## Сусідні муніципалітети
- Андрате
- Боргофранко-д'Івреа
- Сеттімо-Віттоне